# Brachythecium pulchellum
Brachythecium pulchellum är en bladmossart som beskrevs av Brotherus och Jean Édouard Gabriel Narcisse Paris 1904. Brachythecium pulchellum ingår i släktet gräsmossor, och familjen Brachytheciaceae. Inga underarter finns listade i Catalogue of Life.